# Shin Megami Tensei: Devil Summoner - Soul Hackers
Shin Megami Tensei: Devil Summoner - Soul Hackers est un jeu vidéo de rôle développé et édité par Atlus, sorti en 1997 sur Saturn, PlayStation et en 2013 sur Nintendo 3DS.
Vingt-cinq ans plus tard, Atlus sort en août 2022 une suite nommée Soul Hackers 2 sur PlayStation 4, PlayStation 5, Xbox One, Xbox Series et Windows.

## Système de jeu
Soul Hackers est un jeu vidéo de rôle. Les joueurs explorent des donjons en vue à la première personne, résolvent des énigmes et combattent des démons ennemis dans des batailles au tour par tour,. Le joueur contrôle toujours un ou deux personnages humains dans son équipe et peut invoquer jusqu'à quatre démons pour combattre à ses côtés. Les démons sont recrutés en négociant avec les ennemis, ce qui peut impliquer de répondre à leurs questions, de les intimider ou de leur offrir des objets qu'ils désirent. Les joueurs peuvent fusionner plusieurs démons alliés pour en créer un nouveau, qui héritera des capacités des démons utilisés pour la fusion.
En combat, les joueurs doivent gérer les démons alliés en tenant compte de leur personnalité, de leur alignement et de leurs capacités. Par exemple, les démons amicaux privilégient les sorts de soin ou de défense, tandis que les démons rusés préfèrent attaquer les ennemis de leur propre initiative. Si un joueur ordonne à un démon d'utiliser une capacité qu'il ne souhaite pas employer, ce dernier peut refuser et agir différemment, voire ne rien faire du tout. Les démons ayant des alignements différents peuvent également refuser de coopérer entre eux. Pour éviter ces problèmes, les joueurs peuvent renforcer la loyauté de leurs démons alliés en leur offrant des cadeaux ou en les laissant choisir librement leurs actions en combat. En participant aux combats ou en échangeant dans un marché spécifique,, les joueurs peuvent obtenir de la magnétite, une ressource utilisée pour maintenir les démons invoqués. Si la magnétite vient à manquer, les démons actifs commencent à subir des dégâts.

## Histoire
Le jeu se déroule dans la petite ville portuaire fictive d'Amami City, au Japon. L'entreprise Algon Soft a établi son siège à Amami, ce qui a entraîné une modernisation rapide de la technologie dans la ville. Algon Soft a connecté chaque maison et chaque entreprise de la ville à son nouveau réseau pour démontrer comment une "ville du futur" pourrait fonctionner. Le gouvernement japonais est impressionné et accorde à Algon Soft la permission d'étendre le réseau à travers le reste du Japon dans les années à venir. Le jeu se déroule également dans le monde virtuel Paradigm X sur les serveurs d'Algon Soft, où les citoyens d'Amami peuvent visiter des attractions virtuelles,,.
Le personnage principal est un jeune homme membre du groupe de hackers Spookies, fondé par un homme se faisant appeler Spooky. Les autres membres du groupe sont Six, Lunch, Yu-Ichi, et l'amie du personnage principal, Hitomi Tono,,. Le groupe pirate principalement le réseau de la ville pour s'amuser ou pour jouer des farces innocentes, mais Spooky nourrit une rancune envers Algon Soft. Parmi les autres personnages récurrents figurent le démon Nemissa, qui possède Hitomi, et Kinap, qui apprend au personnage principal à entrer dans l'âme des personnes récemment décédées.

## Sortie
Soul Hackers a été publié sur Sega Saturn le 13 novembre 1997. Un disque supplémentaire intitulé Devil Summoner: Soul Hackers - Akuma Zensho 2 est sorti le 23 décembre de la même année. Ce disque contenait une carte postale permettant de participer à un tirage au sort pour remporter l'une des 1000 copies d'un donjon supplémentaire,. En raison de sa popularité, un portage sur PlayStation a été publié le 8 avril 1999, suivi d'une version dans la série à bas prix de Sony le 27 juillet 2000. Le portage PlayStation incluait des fonctionnalités supplémentaires, comme de nouveaux événements scénaristiques, des ajouts tels qu'un casino dans Paradigm X, ainsi qu'une version du donjon Devil Zensho 2,.
Un portage pour la Nintendo 3DS a été annoncé en 2012 pour une sortie prévue le 30 août de la même année. Réalisé par Kazuyuki Yamai, ce portage était basé sur la version PlayStation tout en proposant des améliorations et ajustements supplémentaires, notamment un doublage intégral et des éléments de gameplay propres à la plateforme. Masayuki Doi a conçu un nouveau démon pour le jeu, tandis qu'Eiji Ishida a assumé le rôle de directeur artistique. Les scénaristes originaux, Masumi Suzuki et Yusuke Gonda, sont revenus pour écrire du nouveau contenu. Un nouveau générique de début a été produit par le studio d'animation Satelight, célèbre au Japon pour son travail sur Macross Frontier. La musique de ce générique, intitulée "#X", a été écrite par Yamai et intègre les thèmes et motifs de Soul Hackers. La chanson a été composée et arrangée par Ryota Kozuka, et la chanteuse Wink Wink a interprété le morceau,,.  Le portage est sorti en version numérique sur le Nintendo eShop le 25 décembre 2014.
En Europe, le jeu a été publié par NIS America. Initialement annoncé pour une sortie le 13 septembre 2013, il a été repoussé d'une semaine pour sortir le 20 septembre. Sa version numérique est arrivée la semaine suivante, le 25 septembre. En 2021, Sega Sammy Holdings, la société mère d'Atlus, a listé Soul Hackers parmi plusieurs propriétés intellectuelles "en sommeil" susceptibles de faire l'objet d'un remaster, d'un remake ou d'un reboot.

## Héritage

### Suites
Le jeu mobile Devil Summoner: Soul Hackers – Intruder est sorti exclusivement au Japon le 30 août 2007. Son gameplay combinait des éléments de tactical RPG et de jeu d'aventure, reprenant certains aspects de Soul Hackers dans un format mobile,. Un autre jeu mobile, se déroulant dans un monde virtuel, intitulé Devil Summoner: Soul Hackers – New Generation, est sorti le 22 juillet 2008,.
Une suite, Soul Hackers 2, est sortie sur PlayStation 4, PlayStation 5, Xbox One, Xbox Series X/S et Windows le 25 août 2022 au Japon, et le 26 août 2022 à l'international. Situé dans un futur proche, le jeu suit des agents de l'entité surnaturelle Aion réunissant une équipe d'invocateurs pour affronter une force maléfique imminente.

### Adaptations médiatiques
Le jeu original a été adapté en manga, écrit par Fumio Sasahara et illustré par Kazumi Takasawa. Cette adaptation a été publiée en deux volumes en mars et août 1999 par Kadokawa Shoten,. Le jeu a également inspiré deux romans dérivés : Devil Summoner Soul Hackers: Death City Korin écrit par Osamu Makino, publié en avril 1998 par Aspect Books, et Devil Summoner Soul Hackers: Nightmare of the Butterfly écrit par Shinya Kasai, publié en mai 1999 par Famitsu Bunko,.

## Accueil
- Destructoid : 8,5/10 (3DS)[4]
- Famitsu : 32/40 (Saturn)[32] - 35/40 (PS)[33] - 32/40 (3DS)[34]
- Game Informer : 8,75/10 (3DS)[35]
- GameSpot : 7/10 (3DS)[36]
- IGN : 7,8/10 (3DS)[37]
- Polygon : 7,5/10 (3DS)[2]